# Коронавірусна хвороба 2019 у Сомалі
Епідемія коронавірусної хвороби 2019 у Сомалі — це поширення пандемії коронавірусної хвороби 2019 на територію Сомалі. Перший випадок хвороби в країні зареєстровано 16 березня 2020 року в столиці країни Могадішо. Прем'єр-міністр Сомалі Хасан Алі Хайре повідомив, що уряд виділив 5 мільйонів доларів на боротьбу з епідемією хвороби. Сомалійська медична асоціація стурбована тим, що кількість померлих від коронавірусної хвороби в країні може бути буде величезною, та що Сомалі не зможе оговтатися від економічних наслідків епідемії у зв'язку з відсутністю порозуміння між центральним урядом та провінціями країни, що призводить до відсутності контролю з боку центрального уряду за медичною галуззю, а також відсутності інфраструктури охорони здоров'я у багатьох місцевостях країни. Також припускають, що президент країни Мохамед Абдуллагі Мохамед може використати епідемію як привід для перенесення виборів. Також висловлювалось занепокоєння щодо свободи отримання інформації після арештів та залякування журналістів, які висвітлювали епідемію коронавірусної хвороби в Сомалі.

## Передумови
Сомалі перебуває у стані тривалого військового конфлікту; центральний уряд не має контролю над значною частиною країни, та конфліктує з кілька регіональними урядами. У деяких сільських районах на півдні країни при владі знаходиться терористична група Джамаат Аш-Шабааб, яка вже в минулому утруднювала гуманітарну діяльність у регіоні. Епідемія накладається на поширені майже по всій території країни бідність та голод, що робить жителів країни вразливими до хвороби.
Інфраструктура охорони здоров'я Сомалі є слабкою, та посідає лише 194 місце зі 195 у глобальному індексі безпеки здоров'я. У країні є менш ніж 20 ліжок у відділеннях інтенсивної терапії. Одна сучасна лікарня з апаратами штучної вентиляції легень у Могадішо закрита через політичні суперечки.

## Хронологія

### Березень 2020 року
16 березня підтверджений перший випадок коронавірусної хвороби в Сомалі. Міністерство охорони здоров'я країни повідомило, що хвороба зареєстрована в громадянина Сомалі, який повернувся додому з Китаю. На кінець березня в країні зареєстровано 5 випадків коронавірусної хвороби. Наприкінці місяця 4 випадки хвороби залишались активними.

### Квітень 2020 року
7 квітня уряд повідомив про восьмий підтверджений випадок хвороби у 58-річного сомалійця, який не виїздив з країни.
8 квітня уряд підтвердив першу смерть від коронавірусної хвороби. 12 квітня у Сомалі помер Халіф Мумін Тохоу, міністр юстиції штату Хіршабель, який помер в лікарні Мартіні в Могадішо через день після того, як у нього підтверджено позитивний тест на коронавірус у Джоухарі. Саме він став другим померлим від коронавірусної хвороби в країні.
14 квітня повідомлено про 32 нових випадки хвороби, всі в Могадішо. 15 квітня в Сомалі підтверджено ще 20 випадків хвороби та 3 смерті.
17 квітня міністр охорони здоров'я Сомалі Фовісія Абікар Нур про виявлення 36 нових випадків хвороби (27 чоловіків, решта жінки; 30 у віці від 20 до 39 років (83 %), 6 серед них у віці від 40 та 59 років (14 %)), після чого загальна кількість випадків хвороби досягла 116, один хворий помер.
На 25 квітня в країні виявлено 390 підтверджених випадків хвороби та 18 смертей.
Протягом квітня в країні зареєстровано 596 нових випадків хвороби, загальна кількість випадків хвороби зросла до 601. Кількість померлих зросла до 28. На кінець місяця у країні зареєстровано 542 активних випадки хвороби.

### Травень 2020 року
2 травня в країні зареєстровано 601 випадок хвороби та 28 смертей, хоча повідомлено, що реальна кількість смертей може бути значно більшою.
У травні в країні зареєстровано 1375 нових випадків хвороби, загальна кількість випадків зросла до 1976. Кількість померлих зросла на 50 до 78. На кінець місяця в країні було 1550 активних випадків хвороби.

### Червень 2020 року
У середині червня угруповання Джамаат Аш-Шабааб, яке контролює значну частину сільської місцевості країни, заявило, що відкрило центр лікування коронавірусної хвороби в Джилібі, приблизно за 380 км на південь від столиці країни Могадішо.
У червні в країні зареєстровано 948 нових випадків хвороби, загальна кількість випадків зросла до 2924. Кількість померлих зросла на 12 до 90. На кінець місяця в країні було 1924 активних випадків хвороби.

### Липень 2020 року
У липні в країні зареєстровано 288 нових випадків хвороби, загальна кількість випадків хвороби зросла до 3213. Кількість померлих зросла до 93. Кількість одужань зросла до 1562, на кінець місяця в країні було 1557 активних випадків хвороби, число яких зменшилось на 19 % з кінця червня.

### Серпень 2020 року
У серпні в країні зареєстровано 97 нових випадків хвороби, загальна кількість випадків зросла до 3310. Кількість померлих зросла до 97. На кінець місяця у країні було 732 активні випадки хвороби.

### Вересень 2020 року
У вересні в країні зареєстровано 278 нових випадків хвороби, загальна кількість випадків зросла до 3588. Кількість померлих зросла до 99. На кінець місяця в країні зареєстровано 543 активні випадки хвороби.

### Жовтень 2020 року
У жовтні в країні зареєстровано 353 нових випадки хвороби, загальна кількість випадків хвороби зросла до 3941. Кількість померлих зросла до 104. Кількість одужань зросла до 3185, на кінець місяця у країні залишилось 652 активних випадків хвороби.

### Листопад 2020 року
У листопаді в країні зареєстровано 510 нових випадків хвороби, загальна кількість випадків зросла до 4451. Кількість померлих зросла до 113. Кількість одужань зросла до 3417, на кінець місяця в країні залишилось 921 активний випадок хвороби.

### Грудень 2020 року
У грудні в країні зареєстровано 263 нових випадки хвороби, загальна кількість випадків хвороби в країні зросла до 4714. Кількість померлих зросла до 130. Кількість одужань зросла до 3612, на кінець місяця в країні залишилось 972 активних випадків хвороби.

### Січень 2021 року
У січні в країні зареєстровано 70 нових випадків, загальна кількість випадків хвороби зросла до 4784. Кількість померлих залишилася незмінною. Кількість одужань зросла до 3666, на кінець місяця в країні залишилось 988 активних випадків хвороби.

### Лютий 2021 року
У лютому в країні зареєстровано 2473 нових випадків хвороби, загальна кількість випадків хвороби зросла до 7257. Кількість померлих зросла до 239. Кількість одужань зросла до 3808, на кінець місяця в країні залишилось 3210 активних випадків хвороби.

### До кінця 2021 року
11 квітня 2021 року міністр охорони здоров'я Фавзія Абікар Нур отримала перші вакцини проти коронавірусу з Китаю. 200 тисяч доз були передані китайським послом. Через 10 днів Сомалі отримало 300 тисяч доз вакцини Oxford-AstraZeneca від ініціативи COVAX. Міністр сказала, що вакцину буде надіслано в усі регіони Сомалі, і під час програми масової вакцинації пріоритет надаватиметься медичним працівникам. Станом на 27 квітня загалом було введено 122 235 доз вакцини.
У березні було зареєстровано 4141 нових випадків хвороби, 2517 у квітні, 745 у травні, 286 у червні, 457 у липні, 2063 у серпні, 2514 у вересні, 2018 у жовтні, 1018 у листопаді, та 516 у грудні. Загальна кількість випадків становила 11398 у березні, 13915 у квітні, 14660 у травні, 14946 у червні, 15403 у липні, 17466 у серпні, 19980 у вересні, 21998 у жовтні, 23016 у листопаді та 23532 у грудні. Кількість одужань зросла до 4819 у березні, 5847 у квітні, 6562 у травні, 7246 у червні, 7533 у липні, 8531 у серпні та 9523 у вересні, активних випадків було 6050 наприкінці березня, 7355 наприкінці квітня, 7129 наприкінці травня, 6925 наприкінці червня, 7059 наприкінці липня, 7958 наприкінці серпня та 9346 наприкінці вересня. Кількість померлих зросла до 529 у березні, 713 у квітні, 769 у травні, 775 у червні, 811 у липні, 977 у серпні, 1111 у вересні, 1208 у жовтні, 1327 у листопаді, та 1333 у грудні.

### 2022 рік
У січні було зареєстровано 729 нових випадків хвороби, 2052 у лютому, 97 у березні, 75 у квітні, 80 у травні, 238 у червні, 217 у липні, 117 у серпні, 79 у вересні, 27 у жовтні, 43 у листопаді та 24 у грудні. Загальна кількість випадків становила 24261 у січні, 26313 у лютому, 26410 у березні, 26485 у квітні, 26565 у травні, 26803 у червні, 27020 у липні, 27137 у серпні, 27216 у вересні, 27243 у жовтні, 27286 у листопаді, і 27310 у грудні. У червні кількість одужань зросла до 13182, на кінець місяця залишилось 12260 активних випадків хвороби. Кількість померлих зросла до 1335 у січні, 1348 у лютому та 1361 у березні.

### 2023 рік
У січні було зареєстровано 8 нових випадків хвороби, у лютому – 6. Загальна кількість випадків хвороби становила 27318 у січні та 27324 у лютому.

## Заходи боротьби з епідемією
Уряд сформував робочу групу для боротьби з поширенням COVID-19. Урядовці мали проблеми з придбанням медичного обладнання, але зуміли замовити частину із запланованих апаратів штучної вентиляції легень та ліжок для відділень інтенсивної терапії. Мусульманські священнослужителі на проповідях розвіювали міфи про коронавірус. Деякі журналісти були заарештовані нібито за поширення неправдивої інформації про пандемію коронавірусної хвороби.
15 березня уряд заборонив в'їзд на територію країни особам, які протягом останніх 14 днів перебували в Ірані, Китаї, Італії чи Південній Кореї. На той час уряд направив у карантин 4 особи.
17 березня уряд повідомив, що школи та університети будуть закриті на 15 днів, починаючи з 19 березня, та заборонені великі зібрання. Проте населення й далі збиралося в людних місцях, на що один із жителів Могадішо сказав: «Це то ж саме, що закрити школи на якесь державне свято».
Міністерство транспорту Сомалі наказало призупинити всі міжнародні авіарейси на 15 днів, починаючи з середи, 18 березня, з можливістю винятків для гуманітарних рейсів. Призупинення вплинуло на імпорт кату з Кенії, що призвело до економічних труднощів для продавців кату у Сомалі та виробників у Кенії. 18 березня прем'єр-міністр Хасан Алі Хайре заявив, що на боротьбу з епідемією було виділено 5 мільйонів доларів.
Голова Сомалійської медичної асоціації Мохамед Мохамуд Алі попередив, що коронавірус може вбити набагато більше людей в Сомалі, ніж у Китаї чи Ірані, оскільки в країні немає наборів для тестування, і хворі повинні чекати щонайменше три дні, поки отримають результати тестування, зробленого в ПАР.
Лідери терористичної групи Джамаат Аш-Шабааб погодились на зустріч з представниками міжнародних організацій, щоб обговорити ситуацію з поширенням COVID-19. Ахмед Халіф з організації «Акція проти голоду» попередив, що екстремістська група вже перешкоджала доступу працівників гуманітарних служб на контрольовану ними територію, проте може дозволити хворим поїхати на лікування в іншу місцевість.
Двадцять лікарів-добровольців із Сомалійського національного університету поїхали до Італії, щоб допомогти у боротьбі з поширенням коронавірусної хвороби в країні.

## Тестування
Спочатку у Сомалі не вистачало потужностей для тестування, тому зразки біоматеріалу довелося відправляти за кордон для обробки, що затримувало отримання результатів обстежень. До серпня 2020 року в країні працювали 8 пунктів проведення ПЛР-тестів та 6 центрів тестування із використанням обладнання GeneXpert.